# Charlotte van Pallandt
Charlotte Dorothée barones van Pallandt (Arnhem, 24 september 1898 - Noordwijk, 30 juli 1997) was een Nederlandse kunstschilderes en beeldhouwster. Zij wordt beschouwd als een van de belangrijkste Nederlandse beeldhouwers van de twintigste eeuw.

## Leven en werk
Al in haar jeugd bleek Van Pallandt zeer begaafd. Tekenen, schilderen en piano spelen hadden haar voorkeur. Voor een vrouw lag een carrière als kunstenares echter niet voor de hand. Nadat haar huwelijk met de diplomaat Adolph graaf van Rechteren na vier jaar in 1923 was beëindigd, ging zij haar eigen weg. In 1926 werkte ze in Parijs op de Académie van kubistische schilder André Lhote. Tot 1928 was ze actief als tekenares en schilderes. Ze was bevriend met de schilder Kees Verwey.
In 1929 begon ze met beeldhouwen. Van Pallandt volgde onder meer een opleiding in Parijs, waar ze les had van Charles Despiau en Charles Malfray. Het eerste grote beeld van Van Pallandt dat bewaard is gebleven, is de torso van een jong meisje gemaakt in 1930.
In 1953 maakte ze een beeld van koningin Juliana. In 1968 vervaardigde ze het bekende beeld van koningin Wilhelmina, dat -in steen- in Rotterdam staat. Een kopie - in brons - is twintig jaar later voor Paleis Noordeinde in Den Haag geplaatst. Van Pallandt was gespecialiseerd in portretten en naakten. Zij zou les hebben gegeven aan de jonge prinses Beatrix, maar dit wordt door familieleden van Van Pallandt betwijfeld.
In 1974 kreeg zij opdracht van de gemeente Noordwijk om een monument te maken voor het 150-jarige jubileum van de reddingsmaatschappij. De eerste versie werd door de gemeente afgekeurd omdat men vond dat de redder een zak aardappels op zijn rug droeg i.p.v. een drenkeling. In de tweede versie werd de drenkeling" voor de borst gedragen en in 1976 geplaatst op de Boulevard van Noordwijk waar het door de Noordwijkers "De Redder"wordt genoemd.
Van Pallandt werkte veel met het model Truus Trompert, die een belangrijke rol in haar oeuvre speelde. Ze heeft een reeks tekeningen en beelden van Truus gemaakt.
Charlotte van Pallandt streefde ernaar om binnen haar beelden zo veel mogelijk volumes en richtingen op één plan te brengen, een abstraherende constructieve ordening. Zij wordt gerekend tot de Groep van de figuratieve abstractie. In de zomer van 2019 was in Museum de Fundatie (Zwolle) een grote overzichtstentoonstelling te zien met meer dan 100 bruiklenen. Gastconservator Maarten Jager stelde bij dit overzicht de catalogus samen die de titel kreeg 'Charlotte van Pallandt. Kunst als levensdoel'. In deze publicatie komt haar uitgebreide oeuvre aan bod, hoe de kunstenares werkte en wat zij heeft gemaakt. Ook wordt belicht wie de kunstenares zelf was, hoe zij leefde en wat zij dacht.

## Prijzen

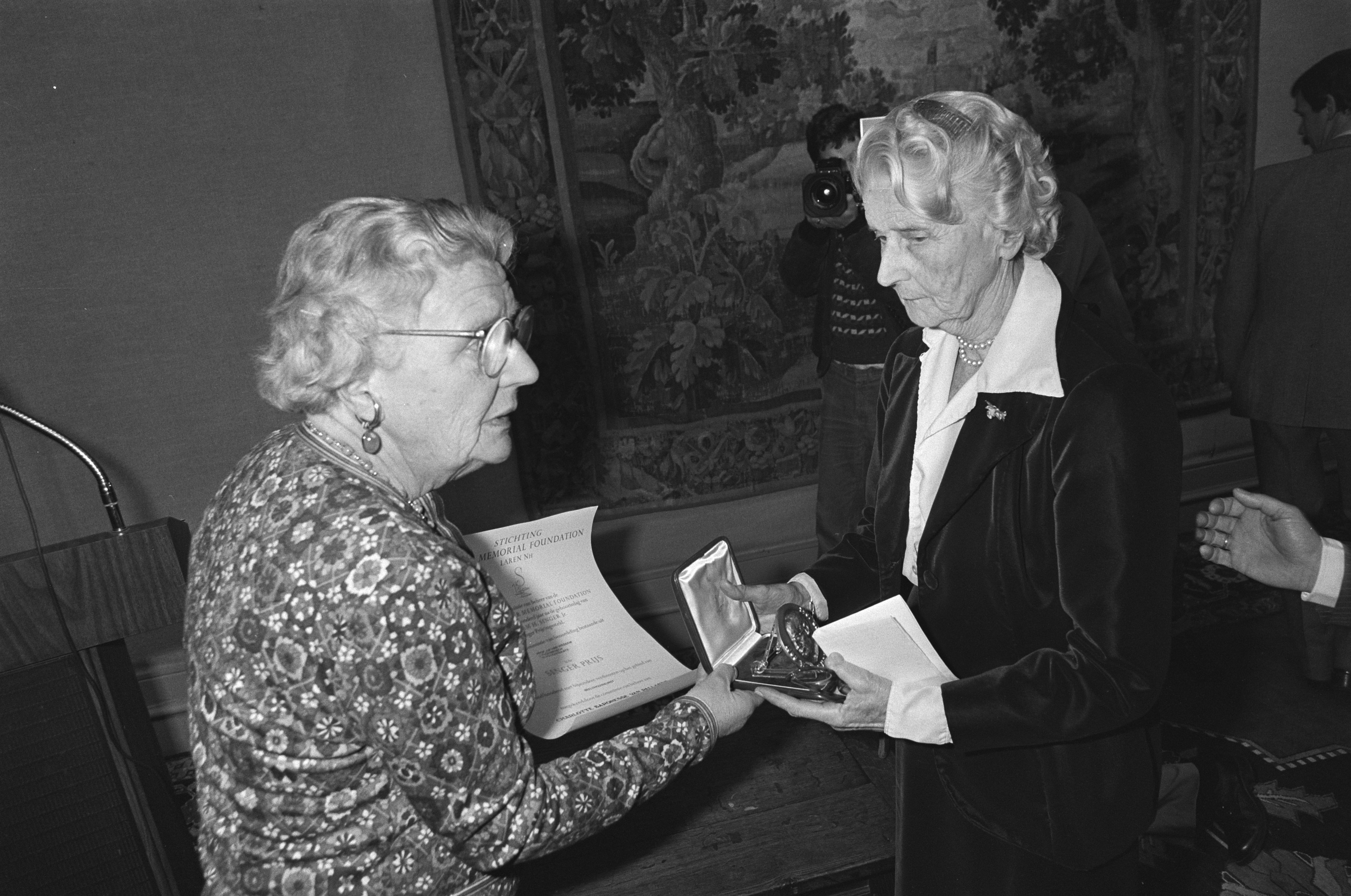
Van Pallandt ontvangt Singer Prijs (1980) uit handen van prinses Juliana

- in 1980 werd de Singerprijs aan haar toegekend.
- In 1992 ontving Charlotte van Pallandt de Oeuvreprijs Fonds BKVB voor haar hele werk.

### Vernoeming
Naar haar is de Charlotte van Pallandtprijs genoemd die onder auspiciën van de Stichting Charlotte van Pallandt Prijs (Charlotte van Pallandt Foundation) wordt toegekend. In 2017 vernoemde Amsterdam brug 668 tot Charlotte van Pallandtbrug.

## Familie
Charlotte van Pallandt was een telg uit het geslacht Van Pallandt en een dochter van kamerheer Jan Anne baron van Pallandt, heer van Walfort (1866-1932) en Sarah Agnes Sophie barones van Pallandt (1868-1955). Zij trouwde in 1919 met diplomaat Joachim Adolph Zeyger graaf van Rechteren Limpurg (1893-1943) van wie zij in 1924 scheidde; uit dit huwelijk werden geen kinderen geboren. Haar zus, hofdame en dame du palais Louisa Adolphine Jacqueline barones van Pallandt (1899-1992), was getrouwd met Ferdinand François baron de Smeth (1887-1939) en haar broer, de ambassadeur mr. Floris Carcilius Anne baron van Pallandt (1903-1977), was de vader van zanger Frederik van Pallandt (1934-1994), bekend als de mannelijke helft van het duo Nina en Frederik.
Charlotte van Pallandt stamde via de moederlijke lijn af van de Duits-Amerikaanse mogul John Jacob Astor en haar middelnaam Dorothée kan door doorvernoeming teruggeleid worden naar haar voorouder Dorothea Astor (1795–1874), dochter van John Jacob Astor.

## Werk in openbare collecties (selectie)
- Centraal Museum, Utrecht
- Kröller-Müller Museum, Otterlo
- Rijksmuseum Amsterdam
- Museum Boijmans van Beuningen
- Museum de Fundatie, Zwolle
- Museum MORE

## Galerij

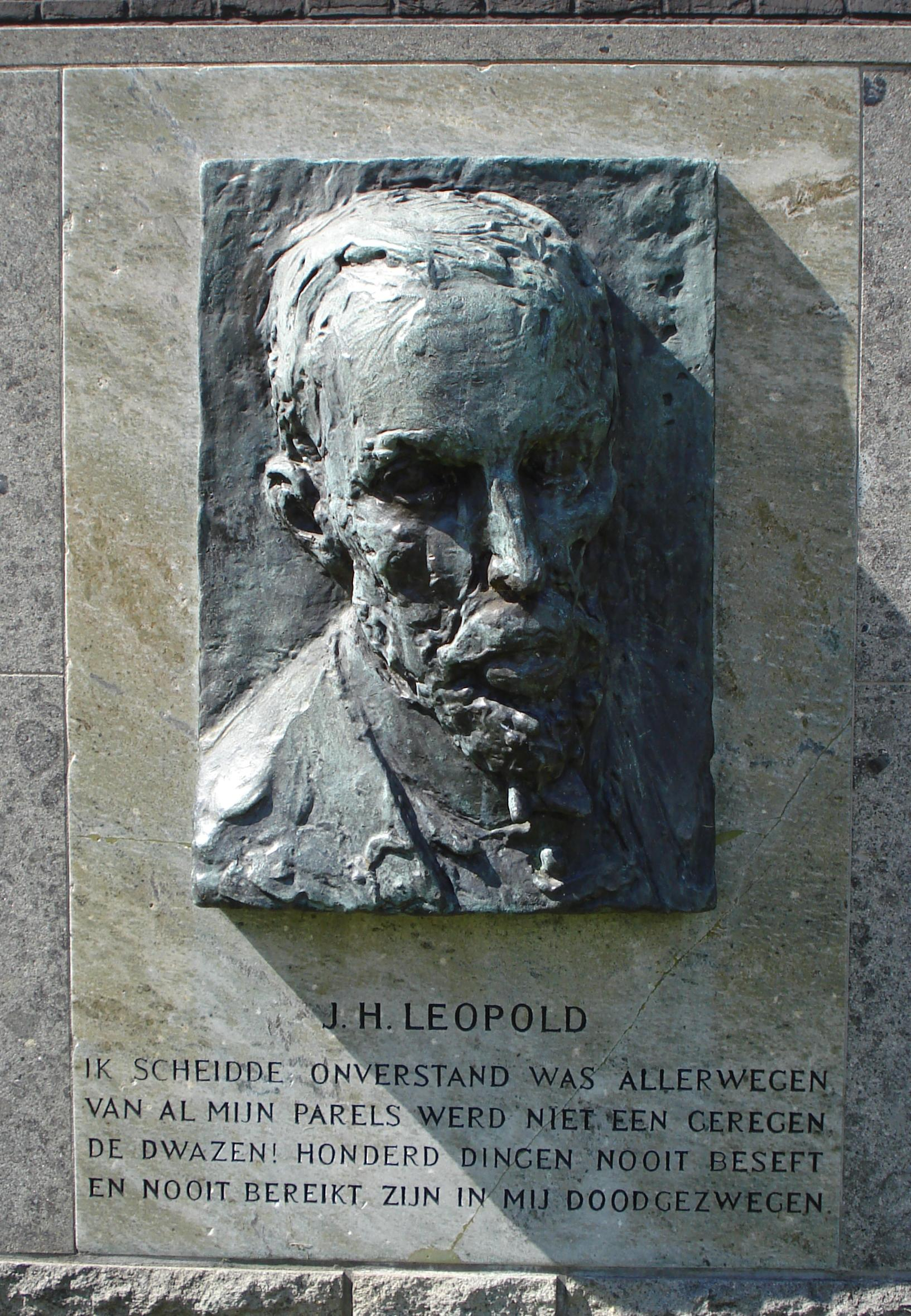
Leopold, Rotterdam
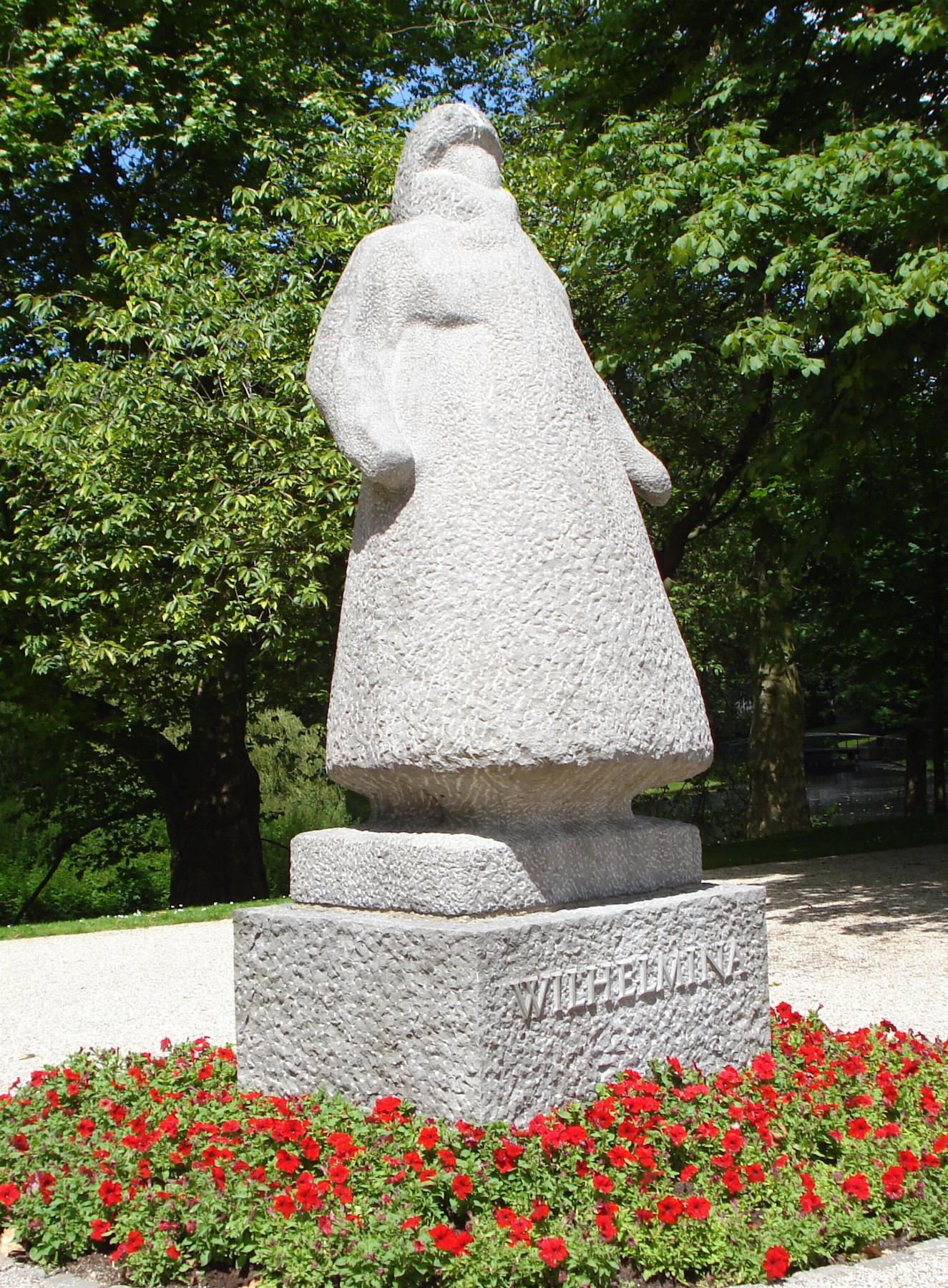
Wilhelmina, Rotterdam
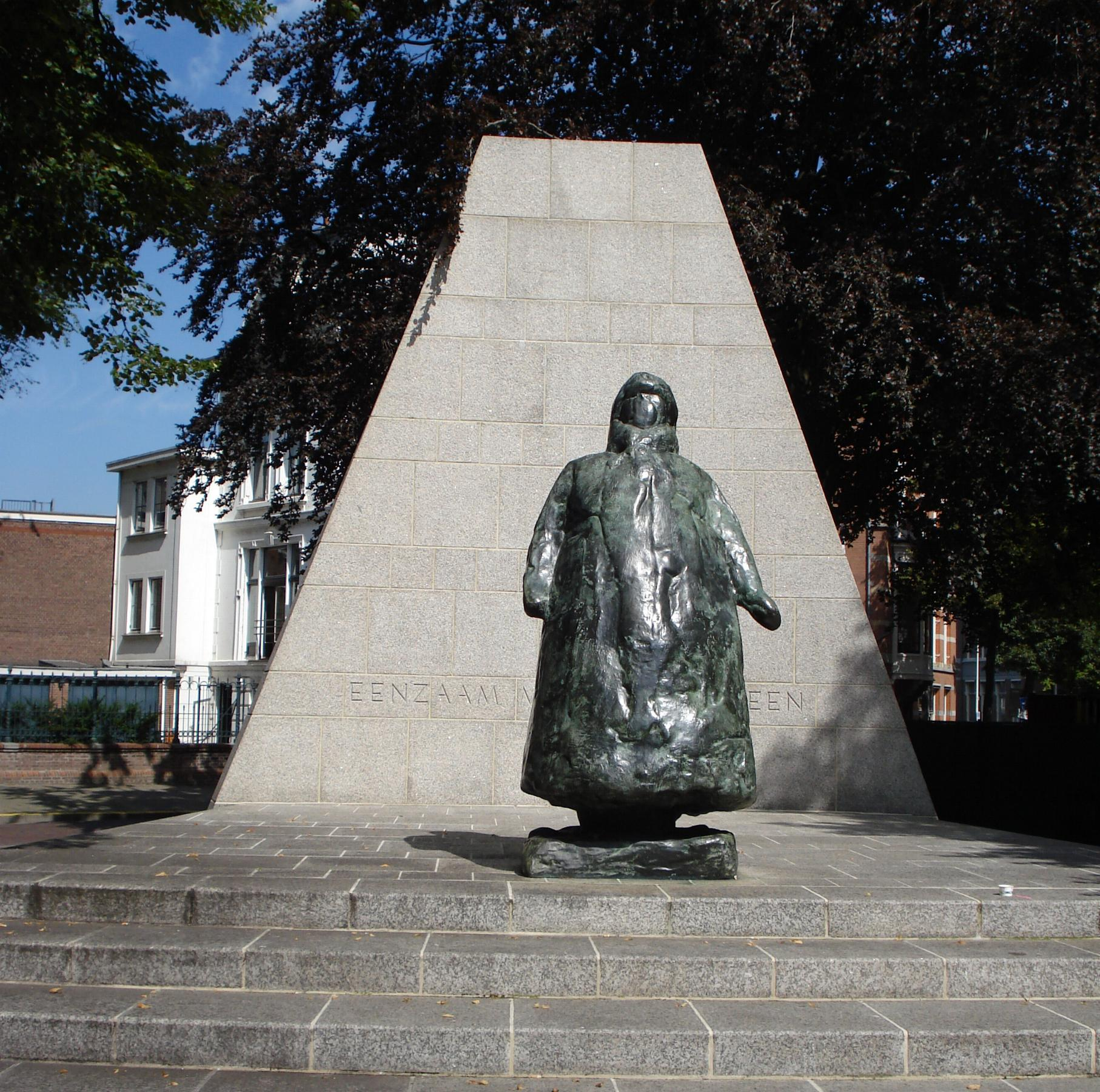
Wilhelmina, Den Haag
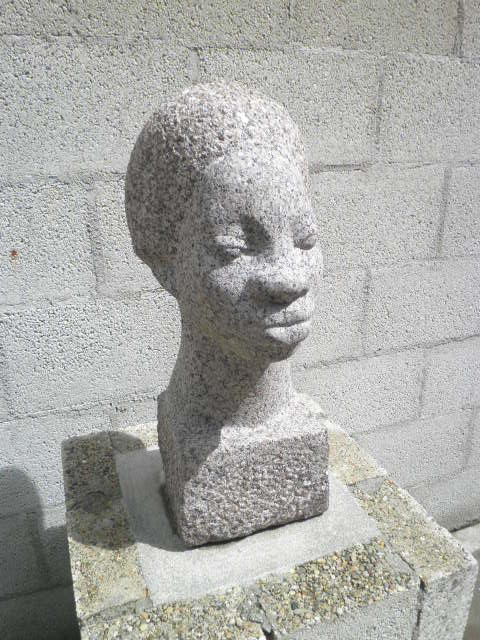
Kop van een vrouw (Josefa), in het Kröller-Müller Museum
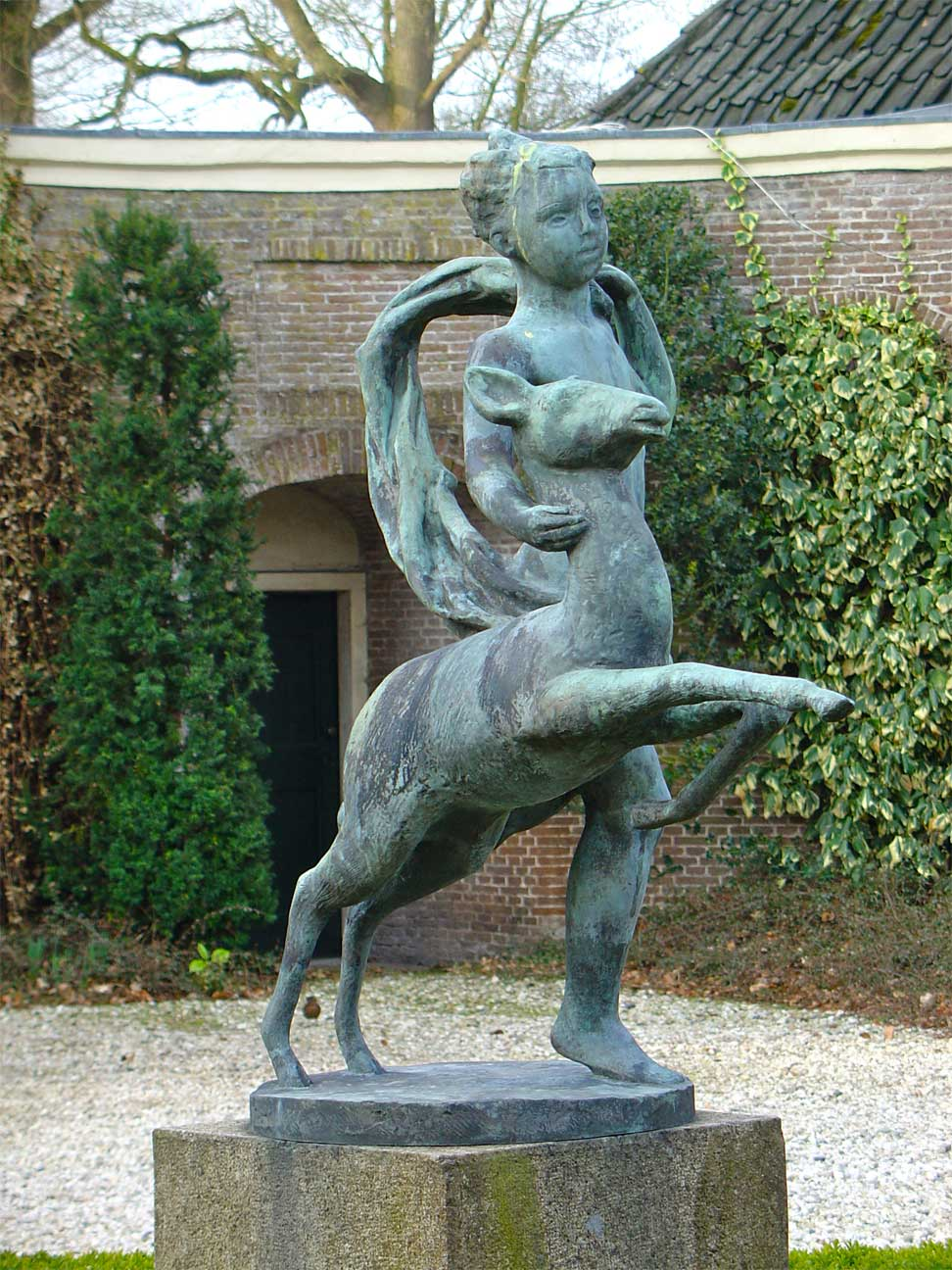
Meisje met Ree, de Wijk
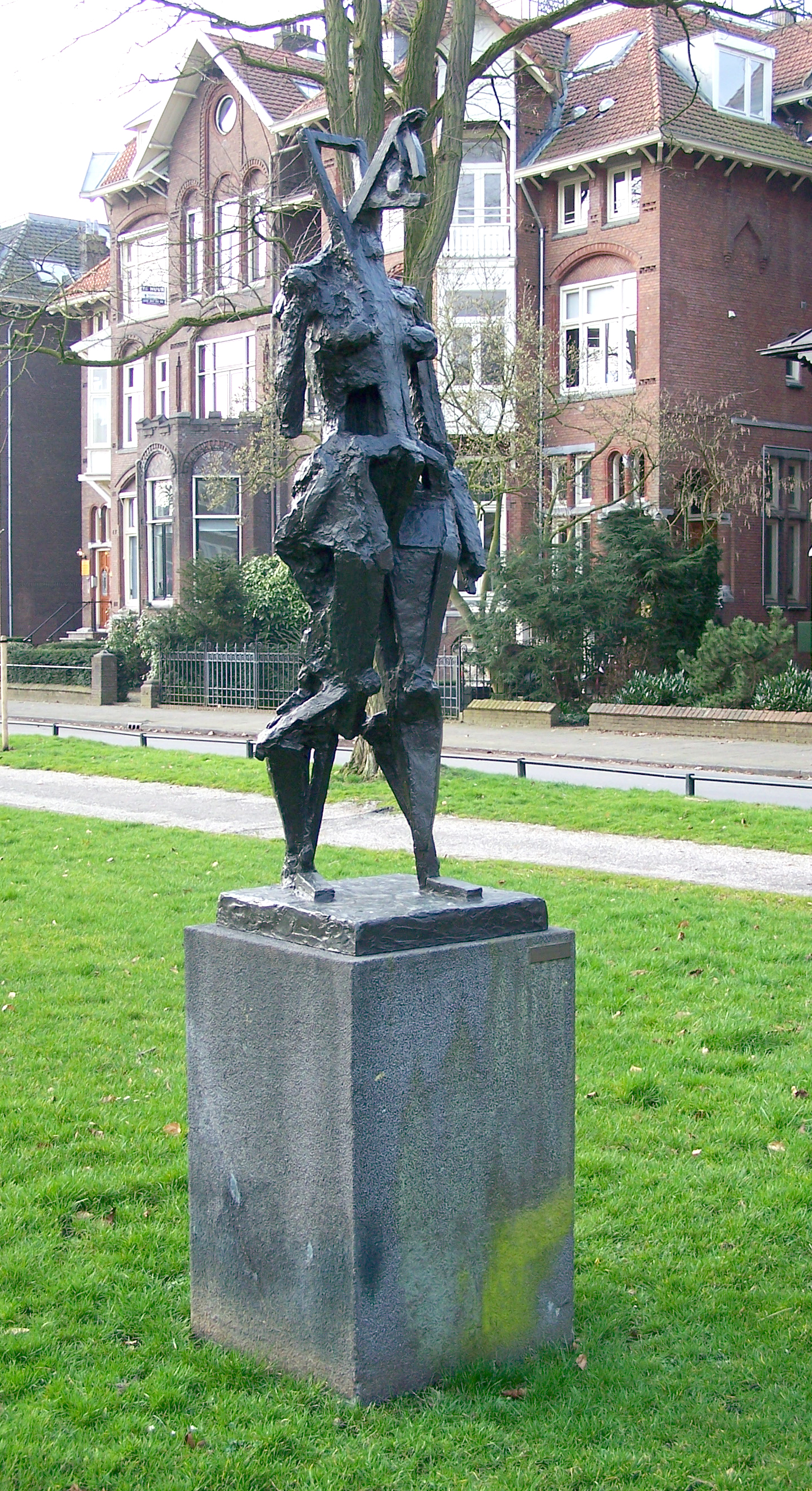
Constructie staande (1980) in Utrecht
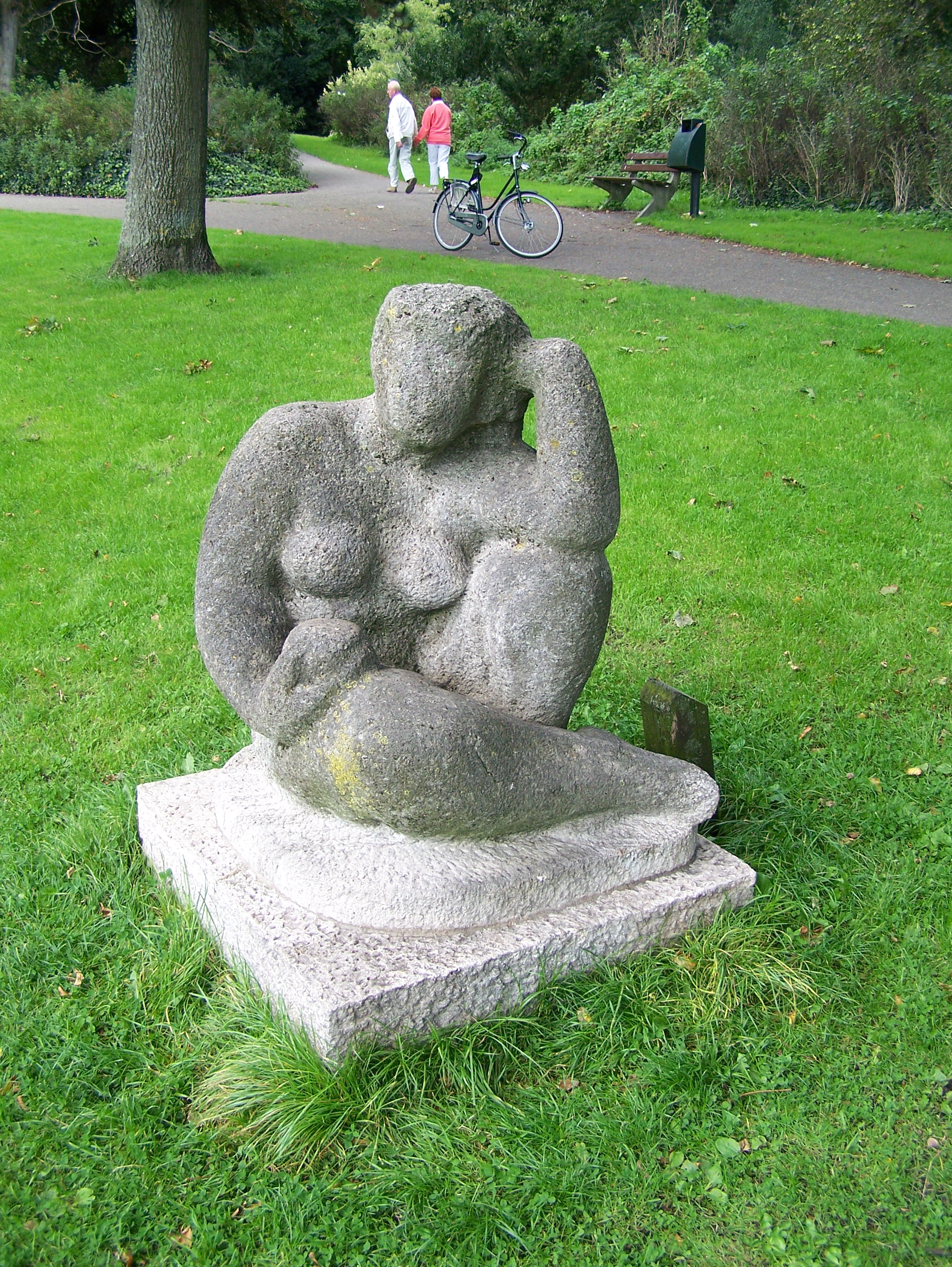
Zittende vrouw, Clarissenbolwerk te Alkmaar

## Trivia
- In de steden Hoorn en Utrecht is het Charlotte van Pallandthof naar Van Pallandt vernoemd. In onder meer Almere en Alphen aan den Rijn zijn straten naar haar vernoemd.